# Ernst Jaberg
Ernst Jaberg, né le 7 décembre 1917 à Golaten (originaire de Radelfingen) et mort le 18 juillet 1998 à Berne, est une personnalité du monde des affaires et de la politique suisse, membre de l'Union démocratique du centre (UDC).

## Biographie
Ernst Jaberg naît le 7 décembre 1917 à Golaten, dans le Seeland bernois. Il est originaire de la commune voisine de Golaten. Il est le fils de l'agriculteur Ernst Jaberg et de Marie Hurni.
Après des études de droit à Berne et Neuchâtel, il obtient son brevet d'avocat en 1944. La même année, il devient greffier au tribunal de Berthoud, puis, en 1946, à celui d'Aarberg. En 1950, il obtient son doctorat à l'Université de Berne.
Il est nommé président du tribunal et préfet de Cerlier en 1950. En 1956, il devient juge cantonal du canton de Berne, poste qu'il occupe pendant dix ans.
Il est marié à Katharina Trachsel, institutrice et veuve d'un premier mariage.

## Parcours politique
En 1966, il est nommé secrétaire du Parti des paysans, artisans et indépendants du district d’Aarberg, fonction qu'il exerce pendant dix ans.
La même année, il est élu au Conseil-exécutif du canton de Berne. Il s'occupe du Département de la justice et des affaires communales et préside le Conseil-exécutif en 1973-1974.
Lors de ses mandats, il s'occupe notamment de la modernisation de l'administration judiciaire et de l'introduction du suffrage féminin dans le canton de Berne en 1968 et préside la délégation du Conseil-exécutif pour les affaires jurassiennes. Il joue un rôle majeur dans la création de la République et canton du Jura entre 1970 et 1978,.
En 1979, il perd son poste de conseiller-exécutif au profit de Peter Schmid.

## Autres mandats
Il est notamment membre du conseil d'administration de la sucrerie d'Aarberg, président des Chemins de fer de la Wengernalp et de la Jungfrau et président de la Banque cantonale bernoise (1979-1987).
Il est membre de la société estudiantine Freistudentenschaft (membre d'honneur en 1979).
Il est aussi membre du conseil d'administration de la manufacture horlogère Rolex (?-1993).